# 捷豹E-Pace
捷豹E-Pace（X540）是英國汽車製造商捷豹路虎旗下生產的前置前驅或前置四驅、五門緊湊型豪華跨界休旅車。它於2017年7月13日正式揭曉，是捷豹第二款生產的SUV。

## 概覽
- E-Pace R-Dynamic 車尾
- Jaguar E-Pace HSE 車頭
- Jaguar E-Pace HSE 車尾
- Jaguar E-Pace 內裝

## 引擎
北美車型提供兩種變種的2.0-L Ingenium引擎，可輸出247匹馬力（184千瓦;250 PS）或296匹馬力（221千瓦;300 PS），這些型號都搭配9速ZF 9-HP自動變速箱。